# David (huyện)
Huyện David là một huyện (distrito) thuộc tỉnh Chiriquí ở Panama. Theo điều tra dân số năm 2000, huyện này có dân số 124.280 người. Huyện David có diện tích 870 km². Huyện lỵ đóng tại David.